# Amas de la Balle

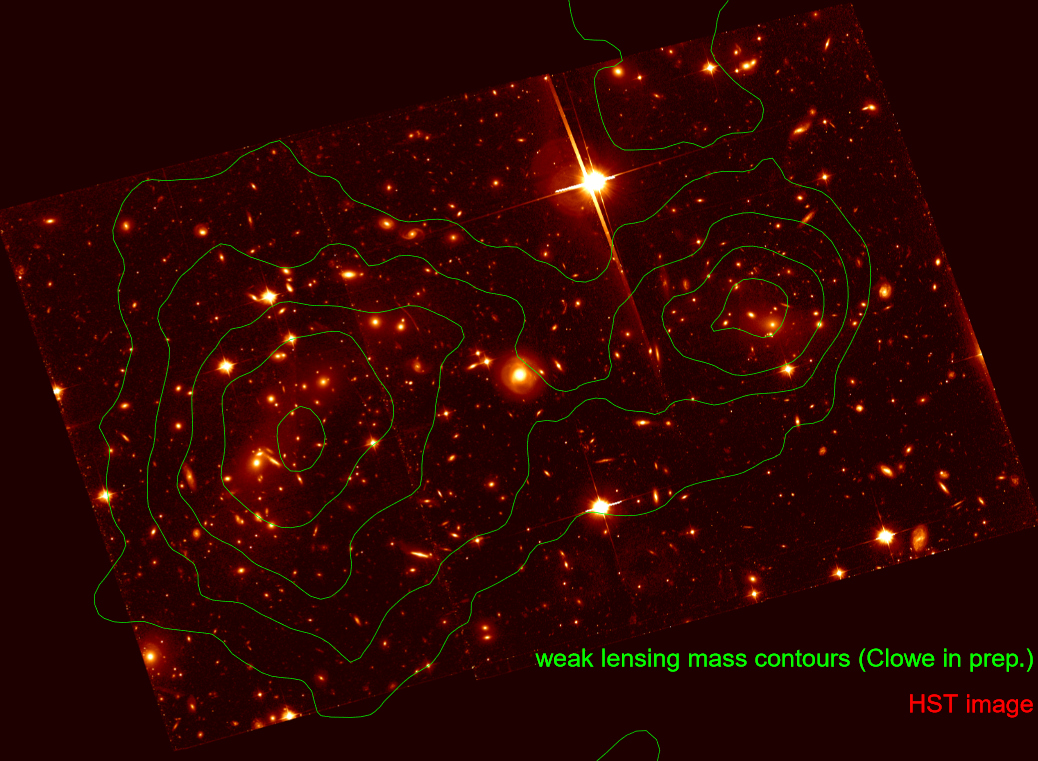
Contours d'isodensité placés sur la photographie du télescope spatial Hubble.

L’amas de la Balle,, aussi appelé 1E 0657–56, est le résultat de la collision de deux amas de galaxies. Cette collision a dégagé l'énergie la plus élevée de l'Univers depuis le Big Bang. L'amas de la Balle se trouve dans la constellation australe de la Carène.

## Histoire et matière noire
Les études de l'amas de la Balle, débutées en août 2006, constituent l'une des voies les plus prometteuses pouvant confirmer l'existence de la matière noire,. Les principales composantes de cet amas, que sont les étoiles, les gaz et l'hypothétique matière noire, se comportent différemment durant la collision : on peut ainsi les étudier séparément.
Les étoiles de ces galaxies, observables en lumière visible, n'ont pas été beaucoup affectées lors de la collision et la plupart n'ont été que ralenties gravitationnellement. Les gaz chauds, dont on observe le rayonnement X, constituent l'essentiel de la masse « ordinaire » (c'est-à-dire baryonique) de l'amas. Ils interagissent, ce qui a pour effet leur ralentissement, bien plus rapide que celui des étoiles. On a indirectement détecté la masse restante, attribuée à la matière noire, par effet de lentille gravitationnelle sur les objets situés derrière elle. Les théories qui n'incluent pas de matière noire, notamment la théorie MOND, ne prédisent qu'un effet de lentille dû à la matière baryonique, observée aux rayons X (une modification de la théorie MOND, substituant des neutrinos à la matière noire, constitue cependant une tentative de réconciliation avec l'observation). La force bien supérieure de l'effet de lentille, qui par ailleurs est plus intense en dehors des régions de grande densité gazeuse, indique que l'essentiel de la masse se trouve sous forme non baryonique, c'est-à-dire que l'amas de la Balle est principalement composé de matière noire. Cette hypothèse est en accord avec les simulations numériques.
L'amas de la Balle est par ailleurs l'un des amas de galaxies les plus chauds connus. Observée depuis la Terre, la collision s'est produite il y a 150 millions d'années, provoquant une onde de choc, qu'on aperçoit près d'un côté de l'amas. Les gaz, dont la température a atteint 70 millions de degrés Celsius en bordure et 100 millions au centre, ont été projetés à une vitesse de l'ordre de 9,6 millions de km/h,,. En toute rigueur, l'amas de la Balle se rapporte au plus petit des deux amas en collision, qui traverse l'autre de part en part.
L'amas de la Balle ne peut être expliqué par les seules équations de la théorie MOND,.
Le télescope spatial Chandra a révélé la vitesse du déplacement des gaz (environ 4 500 km/s dans certaines zones). De plus, la distribution de matière noire correspond aux ensembles galactiques, mais ne coïncide pas avec la distribution de gaz. Cela, complété par d'autres observations, permet de déduire des informations sur la section efficace des interactions de la matière noire avec elle-même. La vitesse de l'amas peut être expliquée correctement avec le modèle ΛCDM.